# فريدي هرنانديز
فريدي هرنانديز (بالإسبانية: Freddy Hernández)‏ مواليد 23 مارس 1979 في مدينة مكسيكو، هو ملاكم محترف مكسيكي يصنف ضمن فئة الوزن المتوسط.

## إحصائيات
خاض خلال مسيرته 43 نزالا، فاز في 34 ولم يتعادل وخسر في 8. فاز بالضربة القاضية في 22 نزالا.

## روابط خارجية
- فريدي هرنانديز على موقع بوكس ريك (الإنجليزية) (registration required)